# Źródło Radości
Źródło Radości – źródło na dnie Doliny Zachwytu na Wyżynie Olkuskiej. Znajduje się w dolnej jej części, nieco powyżej Skał Wdowich, po prawej stronie niewielkiego potoku spływającego dnem doliny, w granicach Ojcowskiego Parku Narodowego. Źródło składa się z dwóch wypełnionych wapienną zwietrzeliną wgłębień, położonych w odległości około 35 m od siebie. W maju 1974 r. miało wydajność 4 l/s, w maju 1999 r. 11 l/s. W ostatnich latach jednak ma coraz mniejszą wydajność i czasami wysycha.
Źródło znajduje się na dnie doliny pokrytym łąkami użytkowanymi gospodarczo. Nieco powyżej źródła opisano stanowiska rzadkiego gatunku rośliny – chabra miękkowłosego.